# Гіменопластика
Гіменопла́стика (інколи гіменорафія) — прастична операція з поновлення гімена.

## Види
Існує два види відновлення гімену: короткотривале та довготривале.
Короткочасне використовується, коли результат потрібен протягом найближчих 7-10 днів. У цьому випадку ділянки гімена просто зшивають між собою. Операція проводиться як під місцевим, так і під загальним знеболюванням. Повноцінного загоєння, як правило, не відбувається, тому результат недовговічний.
Довготермінова гіменопластика передбачає відновлення цілісності гімену за рахунок тканин вагінального отвору. Ця операція складніша за методикою, але гарантує відновлення цілісності дівочої пліви на необмежений термін. Звичайно проводиться під загальним знеболюванням.

## Показання та протипоказання
Єдиним показанням для даної операції може бути бажання самої пацієнтки. Протипоказанням, особливо для операції із загальною анестезією, можуть бути загальні серйозні захворювання різних органів, порушення згортання крові, психічні розлади.

## Особливості операції
Гіменопластика проводиться не пізніше 4-5 днів до чергової менструації. Операція може проводитися під місцевою або загальною анестезією і триває від 15 до 45 хвилин, в залежності від індивідуальних особливостей жінки. Загальна анестезія проводиться натщесерце. Після операції в залежності від виду анестезії перебування в палаті клініки протягом 1-3 годин.